# Pietro Michesi
Pietro Michesi (Roma, 10 marzo 1950) è un ex calciatore italiano, di ruolo attaccante.

## Carriera
Cresce  calcisticamente nell'Arezzo, dove debutta in prima squadra a 18 anni e contribuisce alla vittoria della Serie C 1968-1969.
Successivamente gioca con le maglie di Brindisi (in Serie C), Civitavecchia, VJS Velletri (entrambe fra i dilettanti), Matera (ancora in Serie C) e di nuovo Brindisi (dove segna 10 reti alla sua prima stagione in Serie B).
Tra il 1974 ed il 1975 milita ancora in Serie B con il Brescia.
Nel 1975 passa al Catanzaro, con cui vince il campionato di Serie B 1975-1976 e l'anno successivo disputa la sua prima stagione in Serie A, giocando 14 partite e segnando un gol (nella vittoria 3-1 col Foggia). Dopo una parentesi di un anno in Serie C con il Chieti, dove segna 7 reti risultando il capocannoniere della squadra, nel 1978 giocherà di nuovo in Serie A col Catanzaro, disputando 5 partite.
Successivamente farà ritorno all'Arezzo in Serie C1.
In carriera ha totalizzato complessivamente 19 presenze ed una rete in Serie A e 89 presenze e 15 reti in Serie B.

## Palmarès
- Campionato italiano di Serie B: 1

Catanzaro: 1975-1976
- Campionato italiano Serie C: 1

Arezzo: 1968-1969